# Христос страждущий
«Христос страждущий» (греч. Χριστὸς πάσχων, лат. Christus patiens) — греческая трагедия, изображающая историю страданий Спасителя при помощи средств античной драмы, в 2640 стихах, по большей части ямбических триметрах.
После опубликования в 1542 году римским издателем, родом из Азолы, Антонио Бладо (итал. Antonio Blado; 1490—1567) центона Еврипида с таким названием «Христос страждущий», трагедия приписывалась, следуя мнению издателя, св. Григорию Назианзину (329—389). В Новейшее время появились исследования, показывающие, что пьеса составлена в Средние века и является единственной драмой, которую произвела византийская литература. Однако научное сообщество не пришло к консенсусу, другие исследователи придерживаются традиционной атрибуции произведения, и в начале XXI века эта гипотеза продолжает набирать сторонников. В построении и стиле трагедии заметно сильное подражание пьесам Еврипида.
По мнению одного из авторов ЭСБЕ, филолога Александра Малеина, драма явно не предназначалась для сцены и представляет собой произведение единое, естественное, хорошо продуманное и глубоко прочувствованное. Лучшими стихами, действительно драматической сценой, являются стихи 727—837, где изображаются Богоматерь и Иоанн Богослов у креста Спасителя.
Критическое издание текста принадлежит Брамбсу (J. G. Brambs; Лейпциг, 1885).